# Sudbury Valley School

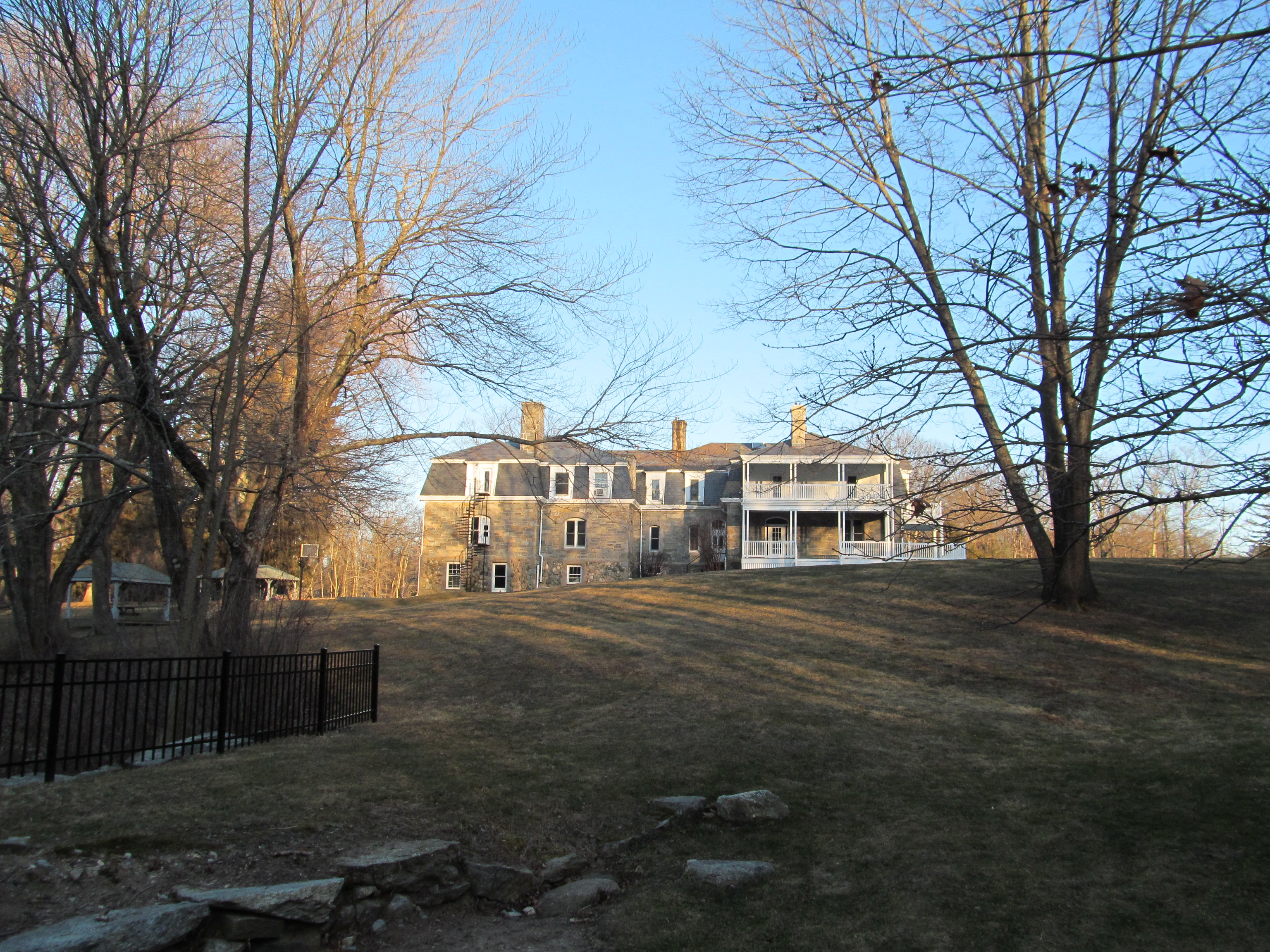
Sudbury Valley School, Framingham, Masschusetts.

Sudbury Valley School är en skola i Framingham, Massachusetts, USA, som drivs enligt anti-auktoritära principer och utgående från tankar om det höga värdet av individuell frihet och ansvar. Skolan har kallats för den "bäst bevarade hemligheten i USA:s utbildningssystem"", men har trots det inspirerat dussintals skolor runt om i världen, vilka tillsammans bildar en rörelse. Skolan grundades 1968 av Daniel och Hanna Greenberg, Joan Rubin och Mimsy Sadofsy. Sudbury Valley School skiljer sig radikalt från traditionella skolor genom att eleverna själva får välja vad de skall ägna sin tid åt i skolan. Det ges inga betyg och traditionella klasser och klassrum saknas också. Lärarna undervisar inte på det traditionella sättet vid katedern, utan är snarare handledare och håller sig till hands då barnen ställer frågor och hjälper dem att hitta information. Lärare, elever och andra på skolan styr skolan tillsammans genom direktdemokrati där allas röster är lika värda. Skolformen är även mycket flexibel då det gäller tider. Barnen får komma till skolan när de vill, bara de är där fem timmar i sträck.

## Skolområdet
På skolområdet finns, förutom den stora skolbyggnaden, även en ladugård och en damm.

## Skoltider
Skolan öppnar halv nio på morgonen och stänger vid halv fem på eftermiddagen/kvällen. Eleverna eller studenterna får komma när de vill till skolan, men de skall vara där fem timmar per dag.

## Personal
Personalen går på ettårskontrakt och det är hemliga omröstningar varje år om varje personal skall få förmånen att jobba även nästa år.

## Bokutgivning
Sudbury Valley School Press har publicerat böcker om skolans historia, dess underliggande filosofi och tidigare studenter.